# Liste der Biografien/Wom
Liste der Biografien |
Portal Biografien |
Personensuche
# |
A |
B |
C |
D |
E |
F |
G |
H |
I |
J |
K |
L |
M |
N |
O |
P |
Q |
R |
S |
T |
U |
V |
W |
X |
Y |
Z |
?
 
Wa |
Wc |
Wd |
We |
Wh |
Wi |
Wj |
Wl |
Wn |
Wo |
Wr |
Ws |
Wt |
Wu |
Ww |
Wy |
Wz
 
Woa |
Wob |
Woc |
Wod |
Woe |
Wof |
Wog |
Woh |
Woi |
Woj |
Wok |
Wol |
Wom |
Won |
Woo |
Wop |
Wor |
Wos |
Wot |
Wou |
Wov |
Wow |
Wox |
Woy |
Woz
Die Liste der Biografien führt alle Personen auf, die in der deutschsprachigen Wikipedia einen Artikel haben. Dieses ist eine Teilliste mit 27 Einträgen von Personen, deren Namen mit den Buchstaben „Wom“ beginnt.

## Wom

### Woma
- Womack, Bobby (1944–2014), US-amerikanischer Soul- und R&B-Sänger und -Songwriter
- Womack, Cecil (1947–2013), US-amerikanischer Popmusiker
- Womack, Gabriel (* 1982), US-amerikanischer Schauspieler
- Womack, Jack (* 1956), US-amerikanischer Autor
- Womack, James P., US-amerikanischer Ökonom
- Womack, Joy (* 1994), US-amerikanische Balletttänzerin
- Womack, Lee Ann (* 1966), US-amerikanische Country-Sängerin
- Womack, Linda (* 1953), US-amerikanische Popmusikerin
- Womack, Samantha (* 1972), britische Schauspielerin, Musicaldarstellerin und Sängerin
- Womack, Samuel (* 1999), US-amerikanischer American-Football-Spieler
- Womack, Steve (* 1957), US-amerikanischer Politiker der Republikanischen Partei
- Womacka, Mathias (* 1966), deutscher Schachmeister
- Womacka, Walter (1925–2010), deutscher Maler und GrafikerWalter Womacka (1925–2010)

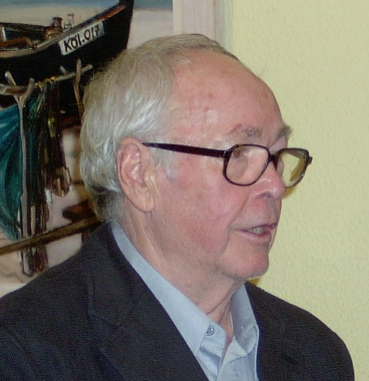
Walter Womacka (1925–2010)

- Womala, Emmanuel (* 2000), uganisch-deutscher Basketballspieler
- Womark, David, US-amerikanischer Regisseur, Drehbuchautor, Filmproduzent, Executive Producer (geschäftsführender Produzent) und Filmproduktionsleiter

### Womb
- Wombwell, George (1777–1850), britischer Tierschausteller

### Wome
- Womé, Pierre (* 1979), kamerunischer Fußballspieler
- Womelsdorf, Jens (* 1980), deutscher Politiker (SPD)
- Womersley, Chris (* 1968), australischer Schriftsteller und Journalist
- Womersley, Walter (1878–1961), britischer Politiker, Unterhausabgeordneter

### Womm
- Wommelsdorf, Heiko (* 1982), deutscher Klanginstallations-Künstler
- Wommelsdorff, Adolf (1853–1935), deutscher Hof- und Mühlenbesitzer und Politiker (NLP), MdR
- Wommersom, Emile de T’Serclaes de (1809–1880), Oberstleutnant von Brabant und Namur, Gouverneur von Limburg, Gouverneur von Ostflandern und Diplomat

### Womp
- Wömpener, Andreas (* 1978), deutscher Wirtschaftswissenschaftler
- Wompi, Nora (1935–2017), australische Künstlerin

### Woms
- Womser, Sepp (1931–2007), deutscher Maler und Grafiker
- Womser-Hacker, Christa (* 1957), deutsche Informationswissenschaftlerin